# Adolphe Lenoir
Adolphe Lenoir (Meaux, 1802 – Parigi, 1860) è stato un chirurgo francese.
Insegnante aggregato all'università di Parigi, svolse varie ed articolate ricerche di ortopedia e clinica chirurgica. Fu uno dei pionieri nei moderni metodi di amputazione della gamba.